# NGC 1639
NGC 1639 je trostruka zvijezda u zviježđu Eridanu. 

## Vanjske poveznice
- SEDS: NGC 1639